# Zoran Pavlović
Zoran »Zoki« Pavlović, slovenski nogometaš, * 27. junij 1976, Tuzla, Jugoslavija.

## Klubska kariera
Pavlović je svojo kariero začel v Rudarju iz Velenja, kamor se je z družino preselil v mladosti. Prvi članski nastop je imel v sezoni 1994/1995. Naslednjo sezono se je uveljavil v prvi ekipi. V sezoni 1996/1997 je z Velenjčani postal pokalni prvak. V Velenju je ostal vse do konca sezone 1998/1999. V pripravah na naslednjo sezono je v prijateljski tekmi proti zagrebškemu Dinamu dosegel tri zadetke, kar je pripomoglo k prestopu v Dinamo za sezono 1999/2000, ko je Pavlović na 17-ih tekmah dosegel en gol. Naslednjo sezono je prestopil v dunajsko Austrio, kjer je bil sprva nezamenljiv član prve enajsterice. Odigral je 20 tekem, nato pa prestopil k tekmecu iz Salzburga. Tudi tam se ni naigral, zato ga je pot vodila v Ukrajino, kjer je zaigral za Vorsklo Poltavo. Kariero je nadaljeval na Češkem, nato pa se je pred začetkom sezone 2004/2005 vrnil v Slovenijo. V prvem delu je igral za ljubljansko Olimpijo. Ko je postalo jasno da klub propada, je v zimskem prestopnem roku prestopil v Nemčijo, kjer je okrepil četrtoligaški klub. Tam ni ostal dolgo, saj je že v naslednjem prestopnem roku vrnil k v matičnem Rudarju. Njegovim prestopom še ni bilo konec, saj je ob izpadu Rudarja v 2. slovensko nogometno ligo prestopil v lendavsko Nafto. Tam je bil v prvi polovici sezone eden izmed najboljših posameznikov v ligi. Zanimanje zanj je pokazal ljubljanski Interblock, kjer so ga pred začetkom sezone 2007/2008 odpisali, po dolgotrajnem sporu (Ljubljančani mu niso dali plače, ker naj bi z izjavami v časupisu blatil ime kluba in s tem kršil pogodbo). V zimskem prestopnem roku je zvestobo obljubil Mariboru, kamor ga je zvabil tamkajšnji športni direktor Zlatko Zahovič. V začetku sezone 2009/10 je zaradi pritiskov navijačev prekinil pogodbo z Mariborom, v zimskem prestopnem roku pa podpisal za NK Drava.

### Reprezentančna kariera
V slovenski reprezentanci je debitiral na prvi tekmi Srečka Katanca v vlogi selektorja. V kvalifikacijah za Evropsko prvenstvo 2000 je bil vseskozi na klopi, vendar ni dobil priložnosti na niti eni tekmi. V kvalifikacijah za Svetovno prvenstvo 2002 je igral na šestih tekmah rednega dela, v dodatnih kvalifikacijah pa je dobil priložnost s klopi za rezerve. Na  ni igral, čeprav je z reprezentanco pripotoval v Južno Korejo. Svojo zadnjo reprezentančno tekmo je odigral aprila 2002. Skupaj je zbral 21 nastopov, a le dvakrat je igral celotno tekmo.